# Mountain Lake Park (San Francisco)
Pour les articles homonymes, voir Mountain Lake Park.
Mountain Lake Park est un parc public de la ville de San Francisco, situé dans le Richmond District.
Il a été créé vers 1875. Sa superficie est de 5,7 ha dont un lac de 1,6 ha, qui est un des derniers lacs naturels de la ville.

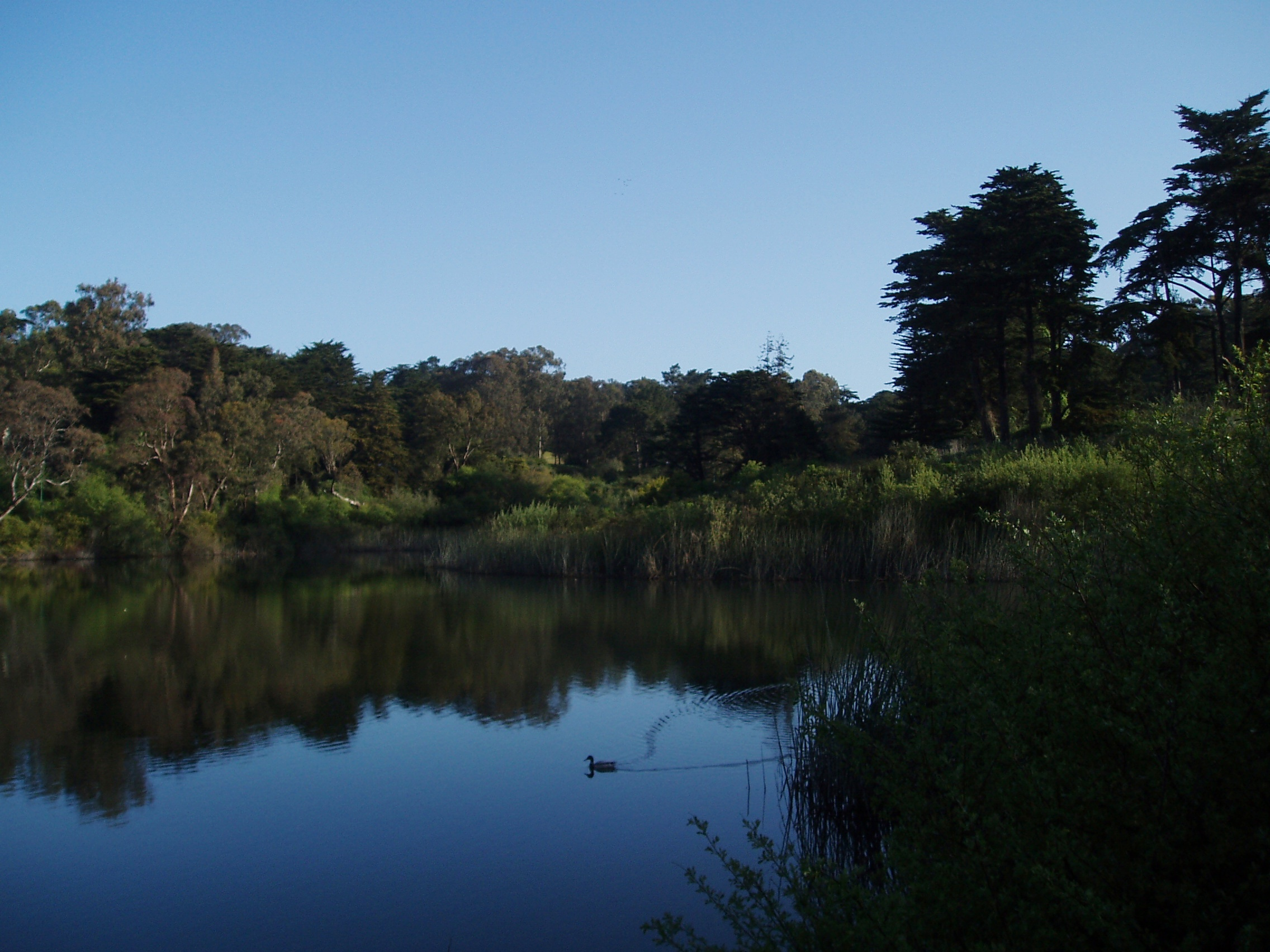
Vue de Mountain Lake Park